# Surrey Village
Surrey Village es una villa de Trinidad y Tobago, que forma parte de la región de Tunapuna-Piarco.

## Geografía
La villa abarca parte de la isla Trinidad y limita al norte con Lopinot Village, al sur con Arouca, al este con La Resource y al oeste con Five Rivers.

## Demografía
Datos demográficos de la villa de Surrey Village:
| Gráfica de evolución demográfica de Surrey Village entre 2000 y 2011 |
|                                                                      |